# António Pereira Forjaz
António Augusto Álvares Pereira de Sampaio Forjaz Pimentel (Lisboa, 1893 — Lisboa, 1972) foi um cientista português.  Pereira Forjaz foi director da Faculdade de Ciências da Universidade de Lisboa no período de 1944 a 1960.

## Biografia

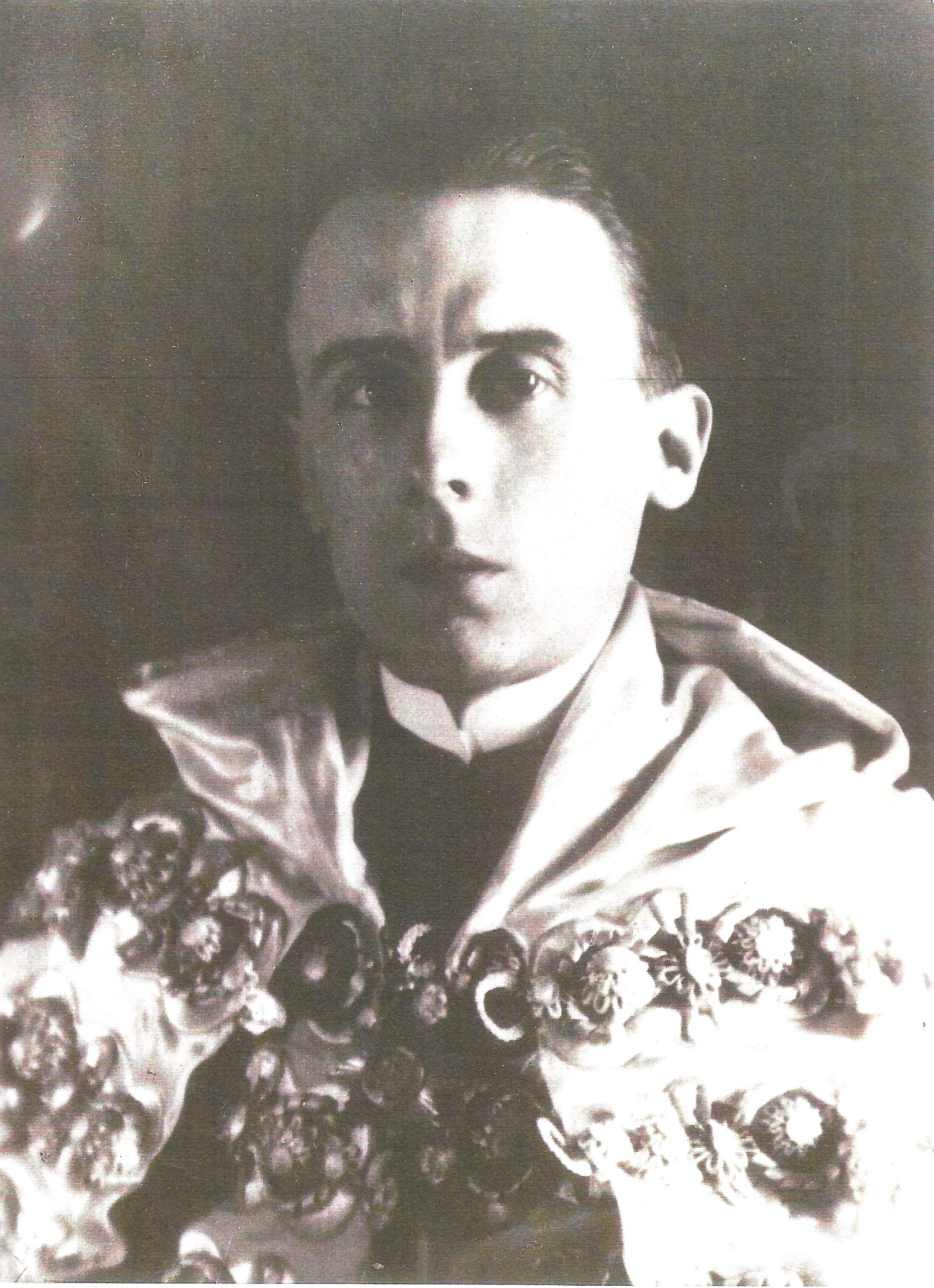
Traje académico

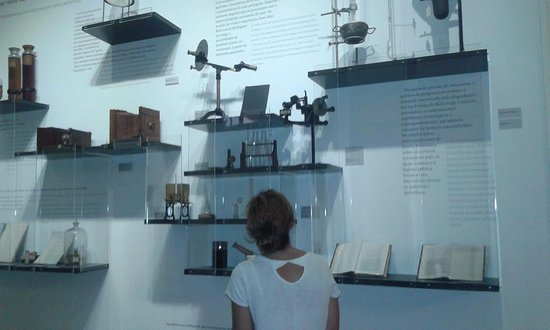
Sala Prof. Dr. D. António Pereira Forjaz (Museu Nacional de História Natural e da Ciência, Lisboa)

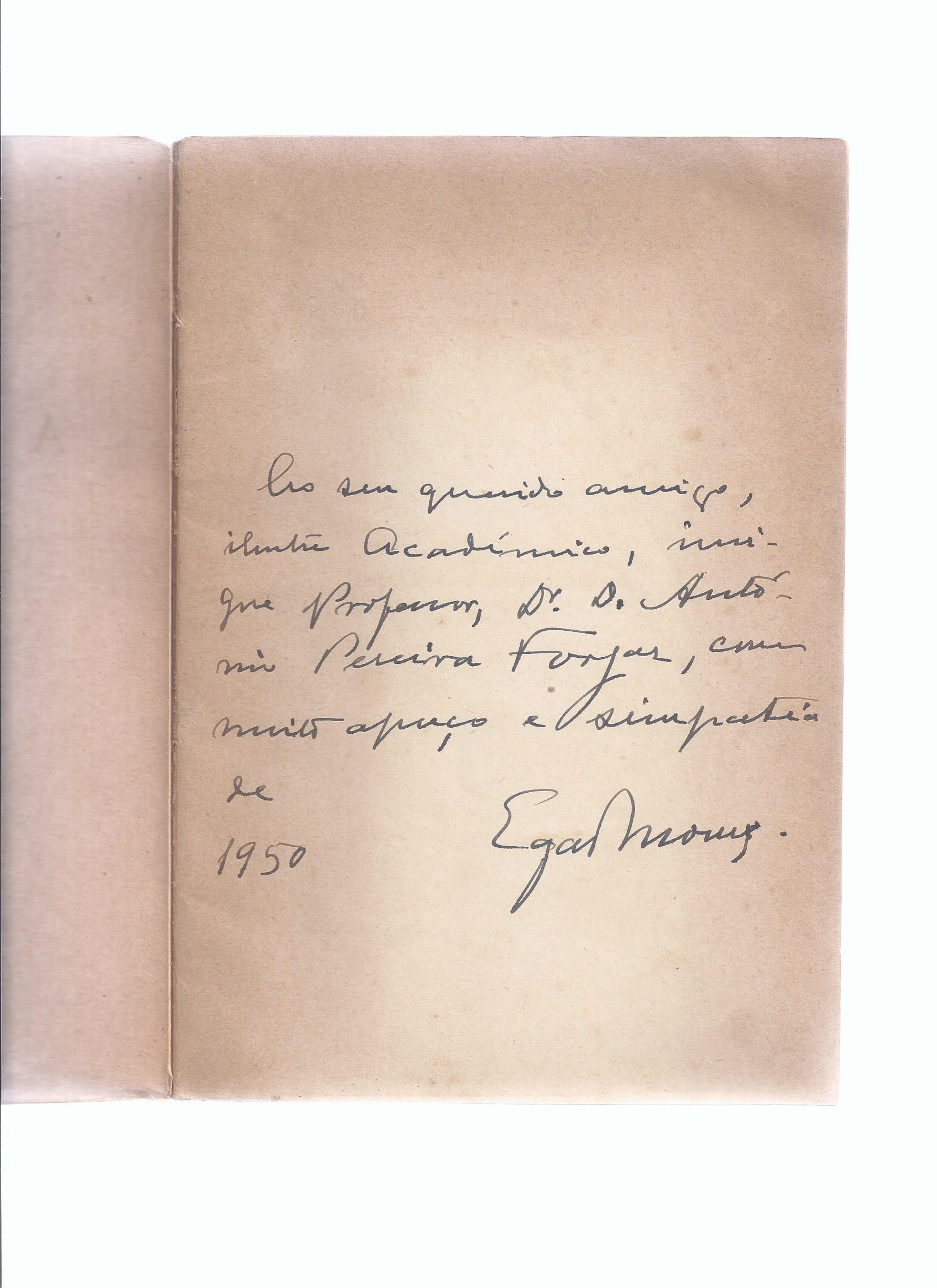
Dedicatória do Prof. Egas Moniz ao Prof. D. António Pereira Forjaz (Coleção Particular)

Usava assinar-se D. António Pereira Forjaz, uma vez que era "Fidalgo-cavaleiro da Casa Real por direito hereditário".
Licenciado em Ciências Físico-Químicas (U.L., 1914), curso do Magistério Secundário (Faculdade de Letras de Lisboa), doutor em Ciências Físico-Químicas (1917 – foi o primeiro doutoramento na Faculdade de Ciências de Lisboa), professor efetivo do Liceu Passos Manuel, assistente de Química e Física na Faculdade de Ciências de Lisboa, professor catedrático contratado de Toxicologia e Bromatologia na Faculdade de Farmácia da Universidade de Lisboa, e professor catedrático (1922) e diretor (a partir de 1944) da Faculdade de Ciências da Universidade de Lisboa.
Os seus livros didácticos de Física e Mineralogia foram adotados durante muitos anos no ensino oficial  e é extensíssima a sua bibliografia, com mais de 300 títulos, especialmente nas áreas da Química Industrial, dos estudos espectrográficos dos minerais portugueses, dos fenómenos magneto-ópticos, dos princípios da quimioterapia e da radioatividade, da fluoroscopia do tabaco, da mecânica química ondulatória, da ciência química e bioquímica, da filiscopia do açúcar, microscopia de eletrões, além de outras matérias de ordem sociológica e etnológica e história da Academia das Ciências de Lisboa. A sua última comunicação à Academia foi lida um ano antes da sua morte e intitulava-se O Brasil, Afrânio Peixoto e “Os Lusíadas”.
Sócio correspondente (1922) e efetivo (1931) e secretário geral perpétuo (1956) da Academia das Ciências de Lisboa, presidente da Sociedade Portuguesa de Química e Física, membro de honra da Society of Chemical Industry de Londres, membro de honra da Real Academia de Madrid (1953) e da Academia de Lyon, da Deutsche Chemische Gesellschaft, de Berlim, da Societé Scientifique, de Bruxelas, da International Society of Medical Hidrology, de Londres, doutor honoris causa pela Universidade de Bucareste (1943), presidente do XV Congresso Internacional de Química Pura e Aplicada e do I Congresso Internacional de Química e Física (Lisboa, 1956) e director do Boletim da Academia das Ciências de Lisboa (Classe de Ciências).
Foi deputado pelo círculo de Ponte de Lima eleito pelo Centro Católico Português na última legislatura antes do 28 de Maio, membro do Conselho da Ordem da Instrução Pública, vogal da Junta de Educação Nacional, membro do Conselho Médico-Legal e presidente da Juventude Católica Portuguesa e da Acção Católica.
Grande-Oficial da Ordem da Instrução Pública (11 de novembro de 1944) e Grande-Oficial da Sanidade, de Espanha;  Oficial da Legião de Honra, de França.
A 31 de Outubro de 1973, a Academia de Ciências de Lisboa, reunida em Sessão Plenária Extraordinária,  prestou-lhe a devida homenagem através do Elogio Histórico do Prof. D.António Pereira Forjaz, da autoria de Andrade Gouveia.

Hoje em dia existe uma sala com o seu nome no Laboratório Químico do Museu Nacional de História Natural e da Ciência, antiga Escola Politécnica e Faculdade de Ciências de Lisboa.

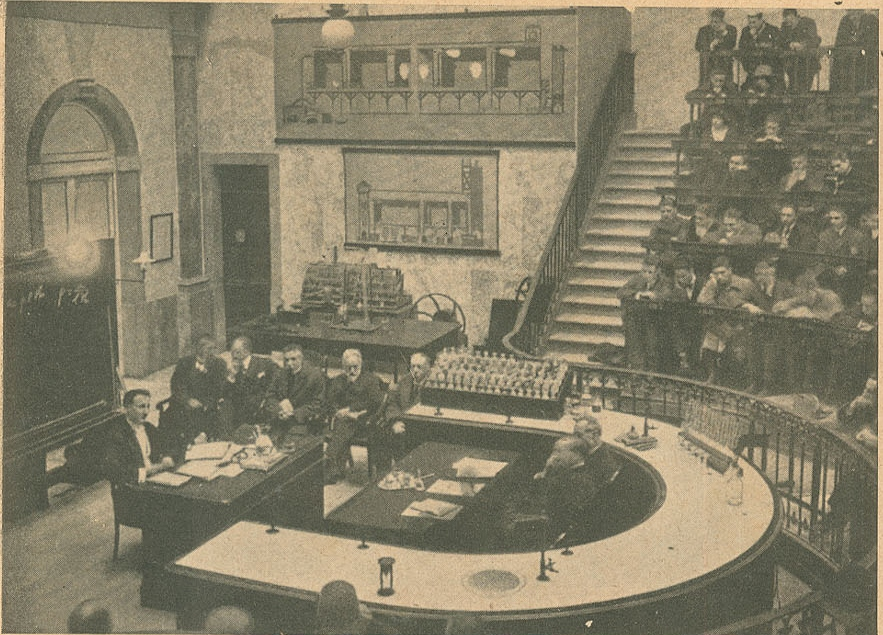
Um novo catedrático - D. António Pereira Forjaz prestando acto para lente de química na Faculdade de Sciencias da Universidade de Lisboa, 1922

## Obras

### Humanidades

#### Biografias e História
- Vicente de Sousa Brandão (1863-1916). Necrologia. “Revista de Chímica Pura e Aplicada”, Porto, 2ª Série, 11 (9/10) Set-Out 1916, p. 326-330 (1916)

- Paulo Choffat (1849-1919). Necrologia. “Revista de Chímica Pura e Aplicada”, Coimbra, 2ª Série, 14 (5/9) Mai-Set 1919, p. 269-271 (1919)
- Vida dum cristalógrafo português. “Annaes Scientíficos da Academia Poly-technica do Porto”, Porto, 13 (3) 1919, p. 152-160 (1919)
- Augusto Righi, Cardoso Bologna, 1920 (1920)
- A Geologia portuguesa e os seus fundadores: Carlos Ribeiro (1813-1882), Nery Delgado (1835-1908) e Paulo Choffat (1849-1910). Coimbra. Imprensa de Universidade, 1920; “Anais Scientificos da Academia Polytechnica do Porto”, Porto, 14 (1) 1920, p. 33-43. (1920)
- O Lar. Conferência. Lisboa, 1922 (1922)
- Pascal, físico. Conferência. Lisboa, 1923 (1923)
- A paz de Cristo no lar português. Conferência. Braga, 1924 (1924)
- A vida de um homem: Ferreira da Silva. “Instituto”, Coimbra, 72, 1925, p. 481-502 (1925)
- Quem era o físico José Carlos de Almeida. “Boletim da Academia das Sciencias de Lisboa”, Lisboa, Nova Série, 2, 1930, p. 835-839 (1930)
- Um passo inédito da vida de Pasteur. “Boletim da Academia das Sciencias de Lisboa, Nova Série, 2, 1930, p. 840-842 (1930)
- Elogio histórico de Almeida Lima. “Boletim da Academia das Ciências de Lisboa”, Lisboa, Nova Série, 3, Dez. 1931, p. 1148-1159 (1931)
- Oração inaugural do “Congresso Luso-Espanhol para o Progresso das Ciências, S. Tiago de Compostela, 1934” (1934)
- Alguns aspectos do pensamento russo. Mendeléef. Lisboa, Academia das Ciências, 1935. (Lições feitas sobre a viagem à Russia feita a convite da Academia das Ciências de S. Petersburgo em 1934) (1935)
- Discurso de recepção ao químico Enrique Moles: “Boletim da Academia das Ciências de Lisboa”, Lisboa, Nova Série, 7, Maio 1935, p. 217-222 (1935)
- Ampère, sócio da Academia. Discurso académico. “Boletim da Academia das Ciências de Lisboa”, Lisboa, Nova Série, 8, 1936, p. 175-184 (1936)
- Escola Politécnica de Lisboa. As cadeiras de química e os seus professores. Lisboa, Faculdade de Ciências, 1937. (Em colaboração com Achilles Machado) (1937)
- Roberto Duarte Silva. Discurso académico. "Boletim da Academia das Ciências de Lisboa", Lisboa, Nova Série, 9 Dez., 1937, p. 97-102; Bulletin des Études Portugaises et de L'Institut Français au Portugal", Lisbonne, Nouvelle Serie, 4 (2) 1937, p. 60-63 (1937)
- Dulong e as efemérides oufmicas de 1938. Discurso (Resumo). "Boletim da Academia das Ciências de Lisboa", Lisboa, Nova Série, 10 Abril 1938, p. 92-93 (1938)
- Efemérides quimícas de 1938. "Memórias da Academia das Ciências de Lisboa - Classe das Ciências", Lisboa 2, 1939, p. 135-138 (1939)
- Gibbs e o génio norte-americano (1839-1939). "Memórias da Academia das Ciências de Lisboa - Classe das Ciências", Lisboa, 2, 1939, p. 285-291; "Revista de Chimica Pura e Applicada", Porto, 3a. Série, 29 (1-4) Jan.-Dez. 1939, p. 1-9 (1939)
- Quando os grandes homens eram pequenos. "Estudos", Coimbra, ano 16 (1) 1939, p. 337-349; ano 17 (1/2) 1940, p. 6-20 e 158-164 (1939)

- Actividade histórica e actual do Laboratório de Química da Faculdade de Ciências de Lisboa. "Congresso da História da Actividade Cientifica Portuguesa, 1940", vol. 12 (Memórias e Comunicações) (1940)

- As grandes mulheres também foram meninas. Conferência. Torres Novas, 1940 (1940)
- Arfuedson (1792-1841) e a Academia Real das Ciências da Suécia. "Boletim da Academia das Ciências de Lisboa", Lisboa, Nova Série, 13 Abr.-Jul. 1941, p. 80-84 (1941)
- Émile Duclaux (1840-1940). "Memórias da Academia das Ciências de Lisboa - Classe das Ciências", Lisboa, 3, 1941, p. 175-176 (1941)
- Achilles Machado (1862-1942). Necrologia. "Revista de Chimica Pura e Applicada", Porto, 3a. Série, 32 (1-4) Jan.-Dez. 1942, p. 81-91 (1942)
- Lição do Proj. Hulubei no Inst. Altos Estudos em 16/6/42 - Resumo. Notável discurso. "Boletim da Academia das Ciências de Lisboa" Lisboa, Nova Série, 14 Jun.-Jul. 1942, p. 152-157 (1942)
- Lavoisier (1743-1943). Lisboa. s.e., 1943; "Jornal dos Farmaceuticos", Lisboa, 3a. Série, 2 (13/14) Jan. -Fev. 1943, p. 28-30 (1943)
- Um triénio académico (1941-1943). "Jornal dos Farmacêuticos", Lisboa, 3a. Série, 2 (21/22) Set. -Out. 1943, p. 161-164 (1943)
- Um triénio científico na 1a. classe da Academia (1941-1943). "Boletim da Academia das Ciências de Lisboa", Lisboa, Nova Série, 16 Jan. 1944, p. 66-78 (1944)
- Achilles Alfredo da Silveira Machado. Elogio histórico. "Boletim da Academia das Ciências de Lisboa", Lisboa, Nova Série, 17, Maio 1945, p. 73-83 (Discurso académico) (1945)
- Os métodos químico-analíticos portugueses. Lisboa, s.e., 1945 (1945)
- Roentgen (1845-1945). "Jornal dos Farmacêuticos", Lisboa, 3a. Série, 4 (37/38) Jan.-Fev., 1945, p. 15-16 (1945)
- Seis centenários científicos: breve evocação de dois franceses dois ingleses e dois suecos. "Jornal dos Farmacêuticos", Lisboa, 3a. Série, 4 (43/44) Jul.-Ago., 1945, p. 122-124 (1945)
- Um triénio académico. Lisboa, s.e., 1945 (1945)
- Cincoenta anos ao serviço de Portugal. Vida e obra de Charles Lepierre. "Jornal dos Farmaceuticos", Lisboa, 5 (52) Jul.-Ago., 1946, p. 188-204 (1946)
- Pergaminhos de avó. A cadeira de Faraday. "Jornal dos Farmaceuticos", Lisboa, 6 (55) Jan.-Fev., 1947, p. 22-24 (1947)
- Há festa no Monte Olivete. "Ciências Rev. dos alunos Fac.Cien.Un. Lisboa", Lisboa, ano 1 (1) Ab. 1948, p. 7-8 (1948)
- Um botânico português (11.6.1851-27.3.1939). "Anais Azevedos", Lisboa, ano 3 (3) 1951, p. 123-129 (1951)
- O Instituto de Coimbra e a Farmácia. "Anais Azevedos", Lisboa, ano 3 (3) 1951, p. 239-241 (1951)
- Lisboa de capa e batina ... Conferência "Revista Municipal", Lisboa, ano 12 (51) 1951, p. 18-25 (1951)
- O Instituto de Coimbra e o seu fundador. "Diário Popular", Lisboa, 8/1/1952  (1952)
- Os noviços do Monte Olivete. "Diário Popular", Lisboa, 16/6/1952 (1952)
- Van-t'Hoffe. "Boletim da Academia das Ciências de Lisboa", Lisboa, Nova Série, 24 Jan.-Abr. 1952, p. 29-30 (Apontamento) (1952)
- No centenário natalício de Ferreira da Silva (1853-1953). A presença do mestre. “ Revista de Chímica Pura e Aplicada”, Porto, 4ª Série, (1-2) Jan-Jun, p.1-8  (1953)
- Química e  Farmácia (1908-1953) “ Revista de Chímica Pura e Aplicada”, Porto, 4ª Série, (4) Out-Dez, p.198-201  (1953)
- "Revista de Chimica Pura e Applicada", Porto, 4a. Série, 36 (1/2) Jan.-Jun., 1953, p. 1-7 (1953)
- Os famosos politécnicos. "Diário Popular", Lisboa, 10/1/1953 (1953)
- A investigação científica na península ibérica: uma campanha pelo fomento nacional da investigação. "Anais Azevedos", Lisboa, ano 5 (2) 1953, p. 67-70 (1953)
- Passos brigantinos numa trilogia de glórias. Lisboa, Fundação da Casa de Bragança, 1953 (1953)
- O progresso da Ciência. O Congresso de Oviedo. "Anais Azevedo", Lisboa, ano 5 (4) 1953, p. 189-193 (1953)
- Sabatier e a catálise; Elvilich - e a quimioterapia. "Anais Azevedos", Lisboa, ano 6 (2) 1954, p. 71-78 (1954)
- Um grande cientista espanhol e um grande amigo de Portugal: D. José Maria Torroja y Miret. Discurso. "Boletim da Academia das Ciências de Lisboa", Lisboa, Nova Série, 27 Jan.-Mar., 1955, p. 19-20. (1955)
- Quando os horizontes se abrasam em fogo. "Ciência. Rev. dos alunos da Fac. Cienc.Un. Lisboa", Lisboa, ano 5 (11-12) Jul. 1955, p. 1-3 (1955)
- Egas Moniz, Freeman e a Ciência portuguesa. "Anais Azevedos", Lisboa, ano 8 (4/5) 1956, p. 191-193 (1956)
- O XV°. Congresso Internacional de Química Pura e Aplicada. "Anais Azevedos", Lisboa, ano 8 (3) 1956, p. 133-141 (1956)
- Oração inaugural do Congrès International de Chimie, 15º, Bâ1e. "Information Bullétin", Bále, 2, 1956 (1956)
- Conselheiro Oliveira Simões. "Boletim da Academia das Ciências de Lisboa", Lisboa, Nova Série, 29 Jan.-Jul. 1957, p. 108-121 (1957)
- Joaquim Leitão. Resposta a Aquilino Ribeiro. "Boletim da Academia das Ciências de Lisboa", Lisboa, Nova Série, 29 Nov.-Dez., 1957, p. 330-347 (1957)
- A Academia das Ciências de Lisboa e as suas publicações. "Boletim da Academia das Ciências de Lisboa", Lisboa, Nova Série, 30 Out.-Dez., 1958, p. 257-261 (1958)
- A Academia das Ciências e os estudos farmacêuticos em Portugal. "Revista Portuguesa de Farmácia", Lisboa, 8 (4) Out.-Dez., 1958, p. 195-205 (1958)
- Uma academia e uma exposição. "Anais Azevedos", Lisboa, ano 10 (2) 1958, p. 67-71 (1958)
- A Casa de Bragança e a presidência da Academia (1779-1910). "Boletim da Academia das Ciências de Lisboa", Lisboa, Nova Série, 30 Mar.-Abr., 1958, p. 50-72 (1958)
- A presidência da Academia fora da era brigantina. "Boletim da Academia das Ciências de Lisboa", Lisboa, 3a. Série, 30 Mar.-Abr., 1958, p. 96-99 (1958)
- A química ao serviço da história. A redescoberta do passado. "Anais Azevedo", Lisboa, ano 10 (4/5) 1958, p. 177-180 (1958)
- Uma rainha (1458-1958) (D. Leonor). "Anais Azevedos", Lisboa, ano 10 (3), 1958, p. 123-126 (1958)
- O Conde de Barbacena - primeiro secretário-geral da Academia. "Boletim da Academia das Ciências de Lisboa", Lisboa, Nova Série, 31 Mar.-Abr., 1959, p. 129-136 (1959)
- Gregório Marañón. Símbolo da mais alta cultura espanhola. "Anais Azevedos", Lisboa, ano 11 (4/5) 1959, p. 195-198 (1959)
- Heyrovsky, prémio Nobel - A consagração de uma técnica "Anais Azevedos", Lisboa, ano 11 (3) 1959, p. 131-133 (1959)
- A presidência efectiva da Academia na era brigantina (1779-1810-1910). (1959)
- "Boletim da Academia das Ciências de Lisboa", Lisboa, Nova Série, 31 Jan.-Fev., 1959, p. 73-87 (1959)
- Política cientifica. Os dois polos políticos do mundo. "Anais Azevedos", Lisboa, 12 (1) 1960, p. 14-16 (1960)
- A química e o sonho do Infante. "Anais Azevedos", Lisboa, 12 (2) 1960, p. 59-62 (1960)
- Uma botica em Lisboa, em 1775. "Anais Azevedos", Lisboa, ano 13 (2/3) 1961, p. 83-91 (1961)
- Um homem - e uma sociedade. "Anais Azevedos", Lisboa, ano 13 (1) 1961, p. 3-8 (1961)
- Quando as leis da química vacilam ... Ruínas e alvoradas. "Anais Azevedos", Lisboa, ano 13 (4/5) 1961, p. 177-183 (1961)
- Uma sessão académica antes da Academia nascer. "Boletim da Academia das Ciências de Lisboa", Lisboa, Nova Série, 33 Out.-Dez., 1961, p. 163-175 (1961)
- Alguns "quadros históricos" na vida da Academia das Ciências de Lisboa': "Boletim da Academia das Ciências de Lisboa", Lisboa, Nova Série, 34 Maio-Jul. 1962, p. 282-289 (1962)
- Na Academia, há meio século - Fevereiro, 1912. Evocação de Teixeira de Queiroz. "Boletim da Academia das Ciências de Lisboa", Lisboa, Nova Série, 34 Jan.-Fev., 1962, p. 29-34. (1962)
- Prémios científicos. "Anais Azevedos", Lisboa, ano 14 (2) 1962, p. 79-86 (1962)
- A química em Portugal. Alguns aspectos. "Anais Azevedos", Lisboa, ano 14 (4/5) 1962, p. 211-215 (1962)
- Dois sábios do Brasil - I - Bartolomeu de Gusmão (1685-1724) - II - José Bonifácio de Andrade e Silva (1763-1838). "Anais Azevedos", Lisboa, ano 15 (1) 1963, p. 3-13 (1963)
- No centenário de Alfredo da Cunha (1863-1942). "Boletim da Academia das Ciências de Lisboa", Lisboa, Nova Série, 35 Out.-Dez., 1963, p. 353-361 (1963)
- Um naturalista coroado: D. Carlos de Bragança. "Anais Azevedos", Lisboa, ano 15 (4/5) 1963, p. 167-177 (1963)
- As Academias - História e Renovação. "Memórias da Academia das Ciências de Lisboa - Classe das Ciências", Lisboa, 8, 1964, p. 177-192; "Boletim da Academia das Ciências de Lisboa", Lisboa, Nova Série, 32 Jan.-Fev., 1960, p. 32-34 (resumo) (1964)
- Dante (1265-1965) na actualidade cientifica. "Anais Azevedos", Lisboa, ano 16 (3) 1964, p. 163-168 (1964)
- Entre duas rainhas. "Memórias da Academia das Ciências de Lisboa - Classe das Ciências", Lisboa, 8, 1964, p. 199-241; "Boletim da Academia das Ciências de Lisboa", Lisboa, Nova Série, 33 Maio-Jul., 1961, p. 89-90 (resumo) (1964)
- Os grandes homens também foram doentes. "Anais Azevedos", Lisboa, ano 16 (4/5) 1964, p. 235-241 (1964)
- Legenda dourada. "Boletim da Academia das Ciências de Lisboa", Lisboa, Nova Série, 36 Out.-Dez., 1964, p. 515-527 (1964)
- Presença de Shakespeare. "Boletim da Academia das Ciências de Lisboa", Lisboa, Nova Série, 36 Mar.-Abr., 1964, p. 157-172 (1964)
- Processo de Galileu (1564-1642). "Anais Azevedos", Lisboa, ano 16 (1) 1964, p. 3-7 (1964)
- Bocage e as Academias "Boletim da Academia das Ciências de Lisboa", Lisboa, Nova Série, 37 Abr.-Jul. 1965, p. 202-217 (1965)
- Claudo Bernard e a "introdução ao estudo da medicina experimental" - 1965. (1965)
- "Anais Azevedos", Lisboa, ano 17 (3) 1965, p. 131-134 (1965)
- Um farmacêutico-mor (Roberto Duarte Silva). "Anais Azevedos", Lisboa, ano 17 (2) 1965, P. 63-68 (1965)
- Frei Gil e Academia das Ciências de Lisboa. "Boletim da Academia das Ciências de Lisboa", Lisboa, Nova Série, 37 Ab.-Jul. 1965, p. 277-293 (1965)
- Glória ; à ciência francesa: Pasteur - ressuscitou. "Anais Azevedos", Lisboa, ano 17.(1) 1965, p. 3-6 (1965)
- Olavo Bilac na Academia das Ciências de Lisboa. "Boletim da Academia das Ciências de Lisboa", Lisboa, Nova Série, 37 Jan.-Mar., 1965, p. 81-101 (1965)
- Achilles Machado - breve história duma família e duma instituição científica (1912-1962). "Memórias da Academia das Ciências de Lisboa - Classe das Ciências", Lisboa, 9, 1966, p. 143-158 (1966)
- Discurso de recepção do académico de nome Senhor José Francisco Barros e Costa. "Memórias da Academia das Ciências de Lisboa - Classe das Ciências", Lisboa, 9, 1966, p. 135-142 (1966)
- Elogio do homem de Ciência - Bernardino António Gomes (1768-1968). "Anais Azevedos", Lisboa, ano 18 '4/5) 1966, p. 187-193 (1966)
- Na casa de Colbert (1966-1816-1965). "Memórias da Academia das Ciências de Lisboa - Classe de Letras", Lisboa, 9, 1966, p. 123-131; "Boletim da Academia das Ciências de Lisboa", Lisboa, Nova Série, 38, Maio-Jul., 1966, p. 105-106 (Resumo) (1966)
- Um príncipe da Igreja na presidência da Academia. D. Fr. Francisco de S. Luís (1766-1966). "Memórias da Academia das Ciências de Lisboa - Classe de Letras", Lisboa, 9, 1966, p. 89-99; "Boletim da Academia das Ciências de Lisboa", Lisboa, Nova Série, 37 Ag.-Dez., 1965, p. 373-374 (Resumo) (1966)
- Reminiscências académicas. (Resumo) "Boletim da Academia das Ciências de Lisboa", Lisboa, Nova Série.. 38 Ag.-Dez., 1966, p. 171-173 (1966)
- Rodrigo Octávio, Tomás Ribeiro e a conjunção luso-brasileira. "Boletim da Academia das Ciências de Lisboa", Lisboa, Nova Série, 38 Mar.-Ab., 1966, p. 46-54 (1966)
- Dois monumentos. Centenários camonianos. "Boletim da Academia das Ciências de Lisboa", Lisboa, Nova Série, 39 (3) Jun.-Jul., 1967, p. 165-166 (Resumo) (1967)
- Fernão de Magalhães e a sua farmácia. "Anais Azevedos", ano 19 (3) 1967, p. 143-148 (1967)
- Pedrálvares (1467-1967) na Real Academia. (Resumo) "Boletim da Academia das Ciências de Lisboa", Lisboa, 39 (4) Ag.-Dez., 1957, p. 194-196 (1967)
- Raul Brandão, académico. "Boletim da Academia das Ciências de Lisboa", Lisboa, Nova Série, 39 (2) Março-Maio 1967, p. 74-76 (Resumo) (1967)
- Como nasceu a Universidade Portuguesa (1290). "Anais Azevedos", Lisboa, ano 20 (2) 1968, p. 99-103 (1968)
- Dois centenários - Chateaubriand (1768-1968) e Maurras (1868-1968). (Resumo). "Boletim da Academia das Ciências de Lisboa", Lisboa, Nova Série, 40 (2) Abril-Julho, 1968, p. 69-71 (1968)
- A história - grande mestra dos homens. "Anais Azevedos", Lisboa, ano 20 (3) 1968, p. 175-179 (1968)
- José Tomaz de Sousa. Martins (1843-1897). "Anais Azevedos", Lisboa, ano 20 (1) 1968, p. 3-11 (1968)
- Aymeric Ebrard (1220-1295) e a Universidade de Lisboa. "Memórias da Academia das Ciências de Lisboa - Classe de Letras", Lisboa, 12, 1969, p. 113-118; Boletim da Academia das Ciências de Lisboa", Lisboa, Nova Série, 41 (3) Ag.-Dez., 1969, p. 234-236 (Resumo) (1969)
- Glórias e sombras- (Resumo). "Boletim da Academia das Ciências de Lisboa", Nova Série, 41 (1) Jan.-Mar., 1969, p. 74-76 (1969)

#### Filosofia, Religião, Política
- Os homens de ciência em sua casa. Conferência. Lisboa, 1925 (1925)
- Prol da Rosa. Discurso parlamentar. "Diário da Câmara dos Deputados", Lisboa, 25, I, 1926 (1926)
- Maria e os poetas portugueses. Conferência. Braga, 1926 (1926)
- Terezinha, a Santa. Rio de Janeiro, 1926 (1926)
- Pio XI. Conferência na Sociedade de Geografia. Lisboa, 1927 (1927)
- Os lutadores da vida. Conferência. "Estudos", Coimbra, ano 7 (7/8) Nov.-Dez., 1928, p. 413-435 (1928)
- A voz do Ocidente. Conferência Antoniana realizada em S. Vicente de Fora - Lisboa e no Teatro de S. João - Porto, 1931 (1931)
- Nem só de pão vive o homem. Conferência na Associação Comercial - Porto, 1934 (1934)
- A Ciência e o Sobrenatural. Conferência em Évora. "Acção Médica", ano 6 (21) Jul-Set., 1941, p. 1-17 (1941)
- A ciência e a concepção naturalista do homem. Lisboa, 1942 (1942)
- Ser e prosperar - Oração inaugural do "Congresso Luso-Espanhol para o Progresso das Ciências, Porto, 1942 - Secção de Físico-Químicas" (1942)
- O alongamento da vida humana. Lisboa, s.e., 1944; "Jornal dos Farmacêuticos", Lisboa, 3a. Série, 2 (23/24) Nov.-Dez, , 1943, p. 201-203 (1943)
- Somos "Ciência. Rev. dos alunos Fac.Cien.Uni. Lisboa", Lisboa, ano 1 (1) Abril 1948, p. 3-6 (1948)
- Nascentes imortais. Discurso pronunciado na soleníssima sessão em honra de Júlio Dantas em 4 de Março de 1950. "Memórias da Academia das Ciências de Lisboa - Classe de Letras", Lisboa, 5, 1951, p. 22-232 (1951)
- Em louvor duma classe. "Anais Azevedos", Lisboa, ano 4 (4) 1952, p. 191-195 (1952)
- Intercultura luso-americana (resumo). "Boletim da Academia das Ciências de Lisboa", Lisboa, Nova Série, 24 Maio-Jul., 1952, p. 160-161 (1952)
- Um presente dos deuses. "Diário Popular", Lisboa, 9/3/1953 (1953)
- O peso da verdade. (Excerto da Oração inaugural da U.E.) "Anais Azevedos", Lisboa ano 9 (3) 1957, p. 147-157; "Anuário da Universidade de Lisboa",Lisboa , 1957 (1957)
- A Ciência e a previsão do futuro. "Anais Azevedos", Lisboa, ano 14 (1) 1962, p. 3-8 (1962)
- A função do mistério (ensaio de filosofia cientifica). "Anais Azevedos", Lisboa, ano 14 (2) 1962, p. 105-119 (1962)
- No signo de Galeno "Revista Portuguesa de Farmácia", 14 (3) Jul.-Set., 1964, p. 192-200 (1964)
- O crime de Vulcano - na festa anual do espfrito "Anais Azevedos", Lisboa, 17 (4/5) 1965, p. 195-198 (1965)
- Bodas adamantinas. Migrações ceráficas. Conferência. Leiria, 1966 e em Braga, 1967 (1966)
- O espírito dos tempos novos. "Anais Azevedos", Lisboa, ano 18 (3) 1966, p. 123-128 (1966)
- A Fundação europeia de cultura. "Anais Azevedos", Lisboa, ano 18 (1) 1966, p. 3-6 (1966)
- Moral e ciência "Anais Azevedos", Lisboa, ano 18 (2) 1966, p. 67-70 (1966)
- Progresso e regressão do homem. "Anais Azevedos", Lisboa, ano 19 (2) 1967, p. 71-75 (1967)

### Ciência

#### Bioquímica
- La biochimie de la nitrification "Congrès de Chimie, Liège, "Chimie et Industrie", Paris, 1931 (1931)
- Contribuição para o estudo da cinética bioquímica. "Arquivos da Universidade de Lisboa", Lisboa, 15, 1934, p. 47-55; "Boletim da Academia das Ciências de Lisboa", Lisboa, Nova Série, 7, 1935, p. 276-288 (1934)
- L'action de l'eau lourde sur les systèmes de la fumarase et de la phosphatase. "Bulletin de la Société de Chimie Biologique", Paris, 18, 1936, p. 926-931. (Em colaboração com Kurt P. Jacobsohn) (1936)
- L'équilibre enzymatique en présence de l'eau lourde: recherches avec des fumarases. "Bulletin de la Société de Chimie Biologique", Paris, 19, 1937, p. 1194-1199. (Em colaboração com K.P. Jacobsohn e J. Tapadinhas) (1937)
- Sobre a ação bioquímica da "água-pesada". "Memórias da Academia das Ciências de Lisboa - Classe das Ciências, Lisboa, 1, 1937, p. 247-252 (1937)
- Contribution à l'etude du mécanisme fermentaire en présence de l'eau lourde. "Chimie Industrie", Paris, 40 (6) Dez. 1938, p. 1225; "Congrès de Chimie, Paris, 1937. (Em colaboração com Kurt P. Jacobsohn) (1938)
- L'action de veau lourde sur le s stème des aconitases. "Bulletin de la Société Portugaise des Sciences Naturelles", Lisbonne, 13 (8) 1939, p. 37-41. (Em colaboração com Kurt P. Jacobsohn e J. Tapadinhas) (1939)
- Sur l'intervention fermentaire de l'hydrogène lourd. "Bulletin de la Société portugaise des Sciences Naturelles", Lisbonne, 13 (14) Jan., 1940, p. 71-73. (Em colaboração com Kurt Jacobsohn e J. Tapadinhas) (1940)
- Novas implicações bioquímicas. "Anais Azevedos", Lisboa, ano 11 (1) 1959, p. 9-13 (1959)
- O metabolismo do azoto "Anais Azevedos", Lisboa, ano 15 (2) 1963, p. 66 (1963)

#### Ciência e Indústria
- Notas de toxicologia química. "Arquivo de Medicina Legal", Lisboa, 1, 1922, p. 52-62 (1922)
- Princípios de uma nova quimioterapia. Lisboa, 1923 (entregue à Academia das Ciências de Lisboa) (1923)
- La chimie colloidale et les nouveaux horisons qu'elle ouvre à la thérapeutique. "Revista de Chimica Pura e Applicada" Porto, 3a. Série, 19 (4) Out-Dez. 1928, p. 193-203  (1928)
- A química da água "Sciencia e Industria", Lisboa, ano 4 (40), (41), (42) 1929 (1929)
- Química económica. "Sciencia e Industria", Lisboa, ano 4 (37) 1929 (1929)
- A  química do sabão e das velas. "Sciencia e Industria", Lisboa, (48) Dez. 1929 e (50) Fev. 1930, p. 43-47 (1929)
- A  química da Terra. "Sciencia e Industria", Lisboa, ano 4 (38) e (39) 1929 (1929)
- A química do vinho. "Sciencia e Industria", Lisboa, ano 4 (43), (44), (45), (47) 1929 (1929)
- Um novo método bromatológico para pesquisa rápida dos carbonatos alcalinos no leite "Sciencia e Industria", Lisboa, (55) Jul., 1930, p. 154 (1930)
- A química da cerâmica. "Sciencia e Industria", Lisboa, (59) Nov. 1930, p. 252-  -256;.(60) Dez., 1930, p. 277-281; (61) Jan., 1931, p. 11-15 (1930)
- A química da côr. "Sciencia e Industria", Lisboa, (51) Março 1930), p. 60-64; (52) Abril 1930, p. 88-92; (53) Maio 1930, p. 109-113 (1930)
- A química da alimentação. "Sciencia e Industria", Lisboa, (68) Ag., 1931, p. 185-188; (69) Set., 1931, p. 198-202 (1931)
- A química dos documentos falsificados e secretos. "Sciencia e Industria", Lisboa, (67) Julho 1931, p. 158-162 (1931)
- A química da guerra. "Sciencia e Industria", Lisboa, (64) Abril 1931, p. 85-90 (1931)
- A química do leite e dos seus derivados. "Ciência e Industria", Lisboa, (71) Nov. 1931, p. 260-263; (72) Dez. 1931, p. 272-275 (1931)
- A química da priotecnia. "Sciencia e Industria", Lisboa, (66) Junho 1931, p. 133-136 (1931)
- A química do sal. "Sciencia e Industria", Lisboa, (62) 1931, p. 41-45 (1931)
- A química da soda. "Sciencia e Industria", Lisboa, (63) Março 1931, p. 67-71 (1931)
- A química do veneno. "Sciencia e Industria", Lisboa, (65) Maio 1931, p. 105-109 (1931)
- Combustíveis e iluminantes. "Ciência e Industria", Lisboa, ( 75) Maio 1932, p. 59-62 (1932)
- A química da celulose. "Ciência e Industria", Lisboa, (80) Ag., 1932, p. 179-182 (1932)
- A química das conservas. "Ciência e Industria", Lisboa, (74) Fev. 1932, p. 30-34 (1932)
- A química do papel. "Ciência e Industria", Lisboa, (81) Set. 1932, p. 196-198 (1932)
- A química dos Tecidos. "Ciência e Industria", Lisboa, (84) Dez. 1932, p. 282-285 (1932)
- A química do vidro. "Ciência e Industria", Lisboa, (77) Maio 1932, p. 113-117; (78) Junho 1932, p. 129-132; (79) Julho p. 161-164 (1932)
- O alquimista moderno. "Ciência e Industria", Lisboa, (92) Ag., 1933, p. 189-191 (1933)
- O petróleo. "Ciência e Industria", Lisboa, (91) Julho 1933, p. 161-163 (1933)
- A química metalúrgica. "Ciência e Industria", Lisboa, (88) Abril 1933, p. 76-77; (9)) Junho 1933, p. 127-129 (1933)
- A química do rádio. "Ciência e Industria", Lisboa, (85) Jan., 1933, p. 13-15; (86) Fev., 1933, p. 38-39 (1933)
- A química aplicada às artes e às indústrias. Lisboa, s.e., 1934, 2 vols. (1934)
- Gases de guerra. Química, Toxicologia e defesa. "Clínica, Higiene e Hidrologia", Lisboa, (11) Novembro 1935, p. 410-419 (1935)
- A química aplicada à guerra - A defesa química. Conferência na Escola Central de Oficiais de Altos Estudos Militares, Caxias, 1935 (1935)
- Applications industrielles de la dielccmétrie. "Congrès de Chimie de Nancy", 1938 (medalha de honra); "Chimie & Industrie", Paris, 40 (6) Dez. 1938, p. 1227 (Resumo) (1938)
- Aproveitação. Aproveitamos as riquezas naturais e os desperdícios. "Jornal dos Farmacêuticos", Lisboa, 3a. Série, (9/10) Set.-Out., 1942, p. 265-266 (1942)
- Microscopia de electrões. "Jornal dos Farmacêuticos", Lisboa, 3a. Série, (7/8), Julho-Ag., 1942, p. 188-189 (1942)
- Polarografia. "Jornal dos Farmacêuticos", Lisboa, 3a. Série, (5/6) Maio-Junho 1942, p. 132-134 (1942)
- Ser. "Jornal dos Farmacêuticos", 3a. Série, Lisboa (11/12) Novembro-Dezembro 1942, p. 309-314 (1942)
- Análise filiscópica. Princípios. Técnicas. Aplicações. Lisboa, s.e., 1943; "Jornal dos Farmacêuticos", Lisboa, 3a. Série, 2 (19/20) Julho-Ag., 1943, p. 129-134 (1943)
- Introdução à físico-química da cerveja. Lisboa, s.e., 1944; "Jornal dos Farmacêuticos", Lisboa, 3a Série, (33/36) Set.-Dez. 1944, p. 153-158 (1944)
- Técnicas ionimétricas aplicadas à cerveja (resumo). "Boletim da Academia das Ciências de Lisboa", Lisboa, Nova Série, 16 Jan.-Dez., 1944, p. 166 (1944)
- Os métodos oficiais de análise e a indústria portuguesa. "Indústria portuguesa", Lisboa, ano 18 (211) Set. 1945, p. 13-14 (1945)
- Anti-bióticos. Algumas notas de experimentação sobre a estreptomicina a tirotricina e a penicilina. "Jornal dos Farmacêuticos", Lisboa, 6 (58) Julho-Ag., 1947, p. 101-109 (1947)
- Contribuição para o estudo da estreptomicina. Lisboa, s.e., 1947; "Boletim da Academia das Ciências de Lisboa", Lisboa, Nova Série, 19 Maio-Julho, 1947, p. 113-119 (1947)
- Notas sobre a tirotricina e a penicilina. "Boletim da Academia das Ciências de Lisboa", Lisboa, Nova Série, 19 Out.-Dez., 1947, p. 234-239 (1947)
- Vitaminologia das conservas de peixe. "Conservas de Peixe", Lisboa, 1947 (1947)
- Cloromicetina (Apontamento). "Boletim da Academia das Ciências", Lisboa, Nova Série, 21 Jun.-Jul., 1949, p. 184 (1949)
- Doseamento espectrofotométrico da vitamina A. "Anais Azevedos", Lisboa, ano 1 (3) 1949, p. 106-111 (1949)
- O fármaco e a função redox. "Anais Azevedos", Lisboa, ano 1 (5) 1949, p. 213-218 (1949)
- Os isótopos radioactivos na medicina e na farmácia do futuro. "Anais Azevedos", Lisboa, ano 1 (1) 1949, p. 5-12 (1949)
- Nova vitamina cobáltica (apontamento). "Boletim da Academia das Ciências", Lisboa, Nova Série, 21 Out. 1949, p. 235-236 (1949)
- Contribuição para o estudo da terramicina. "Anais Azevedos", Lisboa, ano 2 (3) 1950, p. 137-143; "Boletim da Academia das Ciências de Lisboa", Lisboa, Nova Série, 22 Jun.-Jul., 1950, p. 151 (Resumo) (1950)
- Doseamento físico-químico da vitamina E. "Anais Azevedos", Lisboa, ano 2 (l) 1950. p. 22-27 (1950)
- Ensaio analítico para dosagem da vitamina K. "Anais Azevedos", Lisboa, ano 2 (5) 1950, p. 278-285 (1950)
- A espectroquímica do infra-vermelho. "Anais Azevedos", Lisboa, ano 2 (4) 1950, p. 196-205 (1950)
- Oscilações dum ídolo. O expoente de hidrogénio. "Anais Azevedos", Lisboa, ano 2 (2) 1950, p. 76-81 (1950)
- O centavo do Laboratório. "Anais Azevedos", Lisboa, ano 3 (1) 1951, p. 3-5 (1951)
- O ópio. "Anais Azevedos", Lisboa, ano 3 (5) 1951, p. 255-260 (1951)
- A pura verdade. "Anais Azevedos", Lisboa, ano 3 (4) 1951, p. 187-189 (1951)
- Resinas troca-iões. "Anais Azevedos", Lisboa, ano 3 (4) 1951, p. 197-204 (1951)
- Os transnerânios. Os seis novos elementos e a tábua de Mendeléef. "Anais Azevedos", Lisboa, ano 3 (1) 1951, p. 6-11 (1951)
- Catóptrica químico-farmacêutica. "Anais Azevedos", Lisboa, ano 4 (5) 1952, p. 253-261 (1952)
- Cloramfenicóis, original e sinónimo. "Anais Azevedos", Lisboa, ano 4 (2), 1952, p. 66-72 (1952)
- Constante dielóctrica das madeiras portuguesas (apontamento). "Boletim da Academia das Ciências de Lisboa", Lisboa, Nova Série, 24 Jan.-Abril, 1952, p. 58 (1952)
- A cor, em face da lei. "Anais Azevedos", Lisboa, ano 4 (1) 1952, p. 21-26 (1952)
- A matéria activa. "Anais Azevedos", Lisboa, ano 4 (3) 1952, p. 154-160 (1952)
- A ciência ultra-sónica. "Anais Azevedos", Lisboa, ano 5 (3) 1953, p. 145-153 (1953)
- A electro-estructuração. "Anais Azevedos", Lisboa, ano 5 (5) 1953, p. 268-276 (1953)
- Química e farmácia (1908-1953). "Revista de Chimica Pura e Applicada", Porto, 4a. Série, 36 (4) Out.-Dez., 1953, p. 198-201 (1953)
- Amino-Ácidos. "Anais Azevedos", Lisboa, ano 6 (4) 1954, p. 221-231 (1954)
- Ensaios de cromatografia sobre papel. "Anais Azevedos", Lisboa, ano 6 (3), 1954, p. 145-151 (1954)
- Os nobres prótidos. "Anais Azevedos", Lisboa, ano 6 (1) 1954, p. 12-15 (1954)
- A 3,5 dioxo-pirazolidina, e o seu derivado, 3,5 dioxo 1,2 difenil-4n-butil-pirazolidia (fenibutazona; butazolidina). "Anais Azevedos", Lisboa, ano 7 (3) 1955, p. 128-132 (1955)
- Alguns problemas da química nuclear. "Anais Azevedos", Lisboa, ano 7 (5) 1955, p. 253-273 (1955)
- Análise cromatográfica e electroforética. "Anais Azevedos", Lisboa, ano 7 (4) 1955, p. 192-197 (1955)
- Hidrocarbonetos. "Anais Azevedos", Lisboa, ano 7 (2) 1955, p. 75-83 (1955)
- Macromoléculas. "Anais Azevedos", Lisboa, ano 8 (2) 1956, p. 73-81 (1956)
- Momentalogia química. "Anais Azevedos", Lisboa, ano 8 (1) 1956, p. 16-26 (1956)
- Alimentos-medicamentos. "Anais Azevedos", Lisboa, ano 9 (1) 1957, p. 8-14 (1957)
- Estatística química. "Anais Azevedos", Lisboa, ano 9 (2) 1957, p. 90-103 (1957)
- Magnetoquímica. "Anais Azevedos", Lisboa, ano 9 (4/5) 1957, p. 243-249 (1957)
- Actinídios. Anais Azevedos", Lisboa, ano 10 (2) 1958, p. 72-75 (1958)
- A racionalização do trabalho químico. Automação e cibernética. "Anais Azevedos", Lisboa, ano 10 (l) 1958, p. 21-28 (1958)
- Nomenclatura de esteToides. "Anais Azevedos", Lisboa, ano 11 (2) 1959, p. 60-63 (1959)
- Analmática. "Anais Azevedos", Lisboa, 12 (4/5) 1960, p. 195-200 (1960)
- O ano mundial de saúde mental: 1960. "Anais Azevedos", Lisboa, 12 (3) 1960, p. 119-122 (1960)
- A luta universal contra o cancro -Mobilização organizada. "Anais Azevedos", Lisboa, ano 15 (3) 1963, p. 130-133 (1963)
- Nomenclatura das moléculas orgánicas marcadas (MM). "Anais Azevedos", ano 15 (4/5) 1963, p. 180-182 (1963)
- As partículas pesadas em medicina. "Anais Azevedos", Lisboa, ano 15 (1) 1963, p. 14-19 (1963)
- A química e a indústria farmacêutica. "Anais Azevedos", Lisboa, ano 19 (1) 1967, p. 3-6 (1967)
- Romance duma droga. "Anais Azevedos", Lisboa, ano 19 (4/5) 1967, p. 215-220 (1967)
- A droga, o "homem" e a sua sombra ... "Anais Azevedos", Lisboa, ano 22 (1), p. 3-10 (1972)

#### Didáctica
- Tabelas para a determinação de minerais . Lisboa, Tipografia Fernandes, 1917. (2a. e 3a. edições 1925 e 1935). Aprovadas oficialmente para o ensino secundário (1917)
- Elementos de mineralogia e geologia rara a 3a. classe dos liceus. Lisboa, s.e., 1926 (1926)
- Elementos de física (4a. e Sa. classes). Lisboa, s.e., 1928 (1928)
- Elementos de física para a 6a. e 7a. classe dos liceus. Lisboa, s.e., 1928 (1928)
- Elementos de mineralogia e geologia (4a. e 5a. classes). Lisboa, s.e., 1928 (1928)
- Elementos de mineralogia e geologia (6a. e 7a. classes). Lisboa, s.e., 1928 (1928)
- Curso Geral de química. Lisboa, s.e. (1932)  1a. parte - Química física. 1933-34   2a. parte - Química mineral. 1932-33   3a. parte - Química orgânica
- Elementos essenciais de radioactividade. s.l., s,e., 1934 (1934)
- Curso de física elementar. 3a, 4a e 5a classes dos liceus em harmonia com o actual programa, Lisboa, s.e., 1935 (1935)
- Problemas de química (Ensino universitário - Química física, radioquímica, química inorgânica, química orgânica, análise química). Lisboa, s.e., 1936; 2a. ed.-1940 (1936)
- Química Geral. Lisboa, Guimarães e Ca. (1936?) (Em colaboração com Ferreira Mira e Kurt Jacobshon) (1936)
- Química orgânica. Lisboa, Guimarães e Ca., (1936?). (Em colaboração com Ferreira Mira e Kurt Jacobshon) (1936)
- Tabelas de química (para uso dos laboratórios). Lisboa, Tipografia da Empresa Nacional de Publicidade, 1936. "Arquivos da Universidade de Lisboa" (1936)
- Curso de física elementar. 4º, 5º e 6º ano dos liceus. Lisboa, s.e., 1937 (1937)Didáctica

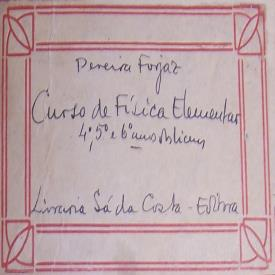
Didáctica

- Curso elementar de mineralogia e geologia. 4º e 5º ano dos liceus. Lisboa, s.e., 1938 (1938)
- Curso elementar de mineralogia e geologia, aprovado oficialmente para os 4º, 5º e 6º ano dos liceus. Lisboa, s.e., 1938 (1938)
- Curso de física elementar aprovado oficialmente para os 4º, 5º e 6º ano dos liceus. Lisboa, s.e., 1938 (1938)
- Química inorgânica. Lisboa, s.e., 1938 (1938)
- Curso de física elementar. 7º ano dos liceus. 3a. ed., Lisboa, s.e., 1939 (1939)
- Química geral, 2a. ed.rev. Lisboa, s.e., 1942 (Em colaboração com Ferreira Mira e Kurt Jacobshon) (1942)
- Introdução à Análise Química Inorgânica (1943)
- O novo sistema de filosofia química de Dalton (1766-1844). "Jornal dos Farmacêuticos", Lisboa, 3a.Série, (25/30) Jan.-Junho 1944, p. 5-8 (1944)
- Introdução à química física. Lousã, s.e., 1946 (1946)
- O ácido (+) glutâmico (a-aminoglutárico) (apontamento) "Boletim da Academia das Ciências", Lisboa, Nova Série, 22 Jan.-Fev., 1950, p. 19 (1950)
- Fala e escritura dos químicos. "Anais Azevedos", Lisboa, ano 7 (1) 1955, p. 18-24 (1955)
- Introdução à química física. 2a. ed. rev., Lisboa, Ramos Afonso e Moita, 1955. (Em colaboração com Kurt Jacobshon) (1955)
- Constante dieléctrica. Lisboa, s.e., 1960 (Nnografias de Química) (1960)
- Elementos de mineralogia e geologia para a 3a. classe dos liceus. s.l., s.e., (1972)
- Caderno de física 4°. ano dos liceus. Famalicão, s.e., s.d. (Sem Data)
- Caderno de química. 4º ano dos Liceus. Famalicão, s.e., s.d. (Sem Data)
- Cadernos de Química e Física, para trabalhos práticos, liceais e universitários: 8 fascículos (os destinados ao ensino universitário em colaboração com Álvaro
- 8 fascículos (os destinados ao ensino universitário em colaboração com Álvaro de Ataíde e Kurt Jacobshon). s.l, s.e, s.d. (Sem Data)
- Elementos de física (4º, 5º e 6º anos - aprovados oficialmente). Lisboa, s.e., s.d. (Sem Data)
- Elementos de física (7º ano). Lisboa, s.e., s.d. (Sem Data)
- Elementos de mineralogia e geologia (4º, 5º e 6º anos - aprovados oficialmente). Lisboa, s.e., s.d. (Sem Data)
- Introdução à química inorgânica. Lisboa, s.e., s.d. (Sem Data)
- Introdução à análise química inorgânica. 2a. edição., Lisboa, Livraria Sê da Costa, s.d. (Sem Data)
- Introdução à química orgânica. Lisboa, s.e., s.d. (Sem Data)
- A Química de bem fazer. "Ion", Madrid, 2 (17) 1942, p. 897 (Sem Data)

#### Espectroscopia
- Estudos de análise espectral realizados sobre os minerais de urânio e de zircónio portugueses. - Tese de 1º doutoramento na Universidade de Lisboa, 1916. (1916)
- "Arquivos da Universidade de Lisboa, 3, 1915, p. 215-331. (Obra citada por Gramont na Academia das Ciências de Paris) (1916)
- Études spectrographiques des minéraux portugais d'uranium et de zirconiud. "Comptes Rendus", Paris, 164 Jan.-Jun., 1917, p. 102-103. (Nota apresentada por Armand Gauthier) (1917)
- Sobre algumas objecções aos "Estudos de análise espectral realizados sobre os minerais de uranio e de zirconio portugueses. "Revista de Chimica Pura e Aplicada", Porto, 2a. Série, 12 (4/5) Abr-Jun 1917, p. 189-194 (1917)
- Sobre o emprego das "riscas últimas" em análise química. "Revista de Chimica Pura e Aplicada", Porto, 2a. Série, 13 (4/5) Abr-Jun 1918, p. 197-198 (1918)
- Estudos espectrográficos realizados sobre os minerais de tungsténio portugueses. "Journal de Scientias Mátemáticas, Físicas e Naturais", Lisboa, 3a. Série, 2 (8) Dez. 1920, p. 209-214; publicado em separata em 1921. (1920)
- Étude spectrographique des minéraux portugais de tungstène. "Comptes Rendus", Paris, 173, 1921, p. 1170-1171 (1921)
- Étude spectrografique d'une météorite portugaise. "Comptes Rendus, Paris, 173, 1921, p. 1170-1171. (Nota apresentada à Ac. Ciências de Paris por Gramont) (1921)
- A petrografia do céu. Contribuição espectrográfica para o estudo dos meteéritos portugueses. Coimbra, s.e., 1925; "Congresso Luso-Espanhol, Porto, 1921(1921)
- Sobre um novo método químico-físico para o estudo da matéria cristalina (primeiro emprego dos raios gâma) "Congresso Luso-Espanhol. Porto, 1921" (1921)
- Beitrag zum Studium des Process von Muntz. Bonn, s.e., 1929. (1929)
- Contribution á l'étude des procédés Muntz sur la nitrification. "Comptes Rendus': Paris, 189, 1929, p. 585-586. (Nota apresentada à Academia das Ciências de Paris por M.C. Matignon) (1929)
- O método fluoroscópico de análise e os azeites portugueses. A olivicultura em Portugal-importãncia do seu estudo. "Revista de Chimica Pura e Applicada", 3ª Série, Porto, 20 (1/2) Jan-Jun 1930, p. 29-34; "Boletim da Associação dos Ovicultores de Portugal", Jun. 1930, p. 38-39. (1930)
- Les procédés de Muntz. " Chimie & Industrie", Paris, 23 (3 bis) Mar 1930, p.297; "Congresso de Química Industrial, Barcelona" (1930)
- Recherches sur les procédés Muntz. "Revista de Chimica Pura e Applicada", 3ª Série, Porto, 21 (3/4) Jul-Dez 1930, p. 99-102 (1930)
- Étude spectrochimique du sel portugais. "Congrés de Chimie, Liége (diploma de honra); "Chimie et Industrie", Paris, 1931 (1931)
- Espectrogramas do sal das marinhas portuguesas "Boletim da Academia das Ciências de Lisboa, Nova Série, 3, Fev 1931, p. 111-117, Lisboa (1931)
- Fluoroscopia de cafés sem cafeína. "Boletim da Academia das Ciências de Lisboa, Lisboa, Nova Série, 4, Out-Nov 1932, p. 410-411 (1932)
- Fluoroscopia dos produtos coloniais portugueses de origem vegetal."Boletim da Academia das Ciências de Lisboa", Lisboa, Nova Série, 4 Fev 1932, p. 94-99; "Congrés de Chimie, Paris"; "Chimie et Industrie", Paris, 1931 (1932)
- Doseamentos espectrofotomátricos da cobalto-vitamina e da rutina "Boletim da Academia das Ciências", Lisboa, Nova Série, 21 Out 1949, p. 236-238 (1949)
- Espectrofotometria do ácido para-amino-salicílico. "Anais Azevedos", Lisboa, ano 1 (2) 1949, p.50-55; "Boletim da Academia das Ciências de Lisboa", Lisboa, Nova Série, 21 Mar 1949 p.60. (Apontamento). (1949)
- Técnicas espectrofotométricas. Doseamentos da vitamina B12 da cloromicetina, da rutina e do para-amino-salicilato de sódio. "Anais Azevedos", Lisboa, ano 1 (4) 1949, p. 163-168 (1949)
- Doseamentos espectrofotométricos. "Revista de Chimica Pura e Applicada", Porto, 4ª Série, 33(1) Jan Mar 1950, p. 13-17 (1950)
- Doseamentos espectrofotométricos (2ªParte). "Revista de Chimica Pura e Applicada", Porto, 4ª Série, 34 (1) Jan Mar 1951, p. 6-17 (1951)

#### Hidrologia
- A água da Felgueira. Coimbra, Imprensa da Universidade, 1920; "Revista de Chimica Pura e Applicada", Porto, 2ª Série, ano 4, 1919, p. 281-283 (Em colaboração com Achilles Machado) (1920)
- A água do Gerez e a sua mineralização secundária. A risca G 103 8 do lítio e as dúvidas que ela suscitou. "Revista de Chimica Pura e Applicada" Porto, 3ª Série, 18 (1) Jan Mar 1928, p. 79-84 (1928)
- Determinação da radioactividade das águas das nascentes da Torre e de Caras Novas (Entre-os-Rios). "Revista de Chimica Pura e Applicada", Porto, 3 Série, 18 (1) Jan Mar 1928, p. 41-43. (1928)
- Hidrologia portuguesa. "Revista de Chimica Pura e Applicada", Porto, 3ª Série, 18 (1) Jan Mar 1928, p. 72-78 (1928)
- Spectrochimie des eaux minérales portugaises; l'eau du Gerez. "Comptes Rendus", Paris, 186, 1928, p. 1366-1367. (Nota apresentada à Ac. Cienc. Paris por Charles Nbureu) (1928)
- Taxonamia hidrológica."Revista de Chimica Pura e Applicada", Porto, 3ª Série, 18 (1) Jan Mar 1928, p. 38-41 (1928)
- As águas minerais portuguesas e a exposição de Sevilha. Lisboa, União Gráfica, 1929 (1929)
- Determinação da radioactividade das águas de Monção Constantes físico-químicas "Revista de Chimica Pura e Applicada", Porto, 3ª Série 19 (3) Jul-Set 1929,  p. 152-156; "Portugal Hydrologique et climatique", Lisbonne, 2, 1930-31, p.224. (1929)
- Portugal - As suas nascentes de água mineral. Lisboa, Imprensa Nacional, 1929. (Exposição portuguesa em Sevilha) (1929)
- Sobre a composição química da água de Cambres. "Revista de Chimica Pura e Aplicada" Porto, 3ª Série, 19 (1) Jan Abr 1929, p. 65-68 (1929)
- Spectrochimie des eaux minérales portugaises.L'eau de Cambres. "Comptes Rendus",  Paris, 189, 1929, p. 703-704. (Nota apresentada à Academia de Ciências de Paris por M.C. Matignon em Outubro 1929) (1929)
- Constantes físico-químicas e radioactividade da água das Corgas.'Revista de Chimica Pura e Applicada", Porto, 3ª Série, Porto, 21 (1) Jan-Mar 1931, p. 15-16 (1931)
- Análise espectro-química das águas das Pedras Salgadas e das Caldas da Rainha. "Boletim da Academia das Ciéncias de Lisboa", Lisboa, Nova Série, Out Nov 1932, p. 409-410 (1932)
- Recherches spectrographiques: Le germanium indicateur des eaux profonds (espectroquímica das águas das Pedras Salgadas e das Caldas "Congrés de Chimie, Praga"; "Chimie et Industrie" Paris, 1932 (1932)
- A composição química da água do Luso. Apontamento). "Boletim da Academia das Ciências de Lisboa, Lisboa, Nova Série, 5, Julho 1933, p. 306 (1933)
- Discurso inaugural do "Cougresso Luso Espanhol de Hidrologia, 1º, Lisboa, 1947, p. 17-23 (1947)

#### Métodos Físicos e Química-Física
- Os fenómenos magneto-ópticos e a constituição da matéria. O efeito de Faraday. Tese Universidade de Lisboa, 1921. (1921)
- A química-física e os grandes problemas da biologia. Oração inaugural do Congresso de Cadiz. Lisboa, 1927; Madrid, 1928. (1927)
- A técnica interferométrica aplicada a uma água mineral portuguesa. "Revista de Chimica Pura e Applicada", Porto, 3ª Série, 23 (3-4) Jul-Dez 1931, p. 157-161 (1931)
- A fluoroscopia do tabaco. "Arquivos da Universidade de Lisboa", Lisboa, 14, 1932, p. 209-212; "Revista de Chimica Pura e Applicada" 3ª Série, Porto, 23, (1-4) 1933 p. 8-11; Boletim da Academia das Ciências de Lisboa", Lisboa, Nova Série, 5, Jul 1933, p. 303 (resumo) (1932)
- Mecanique chimique ondulatoire. "Arquivos da Universidade de Lisboa", Lisboa, 14, 1932, p. 185-189, "Boletim da Academia das Ciências de Lisboa", Lisboa, Nova Série, 5 Nov 1933, p. 366-367 (resumo) "Congrés de Chimie, Lille, 1933; "Chimie et Industries", Paris, 1934. (1932)
- A Técnica da graduação interferométrica. (Resumo). "Boletim da Academia das Ciências de Lisboa, Lisboa, Nova Série, 4, Abr 1932, p. 180. (1932)
- A acção das ondas electromagnéticas na velocidade das reacçóes (nota preliminar). "Boletim da Academia das Ciências de Lisboa, Lisboa, Nova Série, 5, Jun 1933, p. 254. (1933)
- Dinâmica química electromagnética. (Resumo) "Boletim da Academia das Ciências de Lisboa, Lisboa, Nova Série, 5, Jul 1933, p. 306. (1933)
- Mécanique chimique oscillatoire."Comptes Rendus", Paris, 197, 1933, p.1124-1125. (Nota apresentada à Academia de Ciências de Paris por M.C. Matigon) (1933)
- Ancis de Liesegang "Boletim da Academia das Ciências de Lisboa", Lisboa, Nova Série, 6, 1934, p. 118. (1934)
- A influência das ondas electromagnéticas na marcha das reacções químicas."Congresso Internacional de Química, Madrid, 1934" (1934)
- Contribuição para o estudo da cinética química electromagnética. "Revista de Chimica Pura e Applicada" Porto, 3ª Série, 27 (3) Jul-Set 1935, p. 97-105; (1935)
- Boletim da Academia das Ciências de Lisboa", Lisboa, Nova Série, 7, Jul 1935, p. 276-288 (1935)
- Factos novos sobre o óxido de deutério. (Resumo) "Boletim da Academia das Ciências de Lisboa", Lisboa, Nova Série, 7, Dez 1935, p. 344-345 (1935)
- Les ondes hertziennes et le système de la fumarase."Congrés de Chemie, Bruxeles"; "Chimie et Industrie", Paris, 1935 (1935)
- Wher die Wirkung elektromagnetischer wellen auf Fermentsysteme."Biochimische Zeitschrift", Berlim, 283, 1936, p. 53-58. (1936)
- L'action de l'eau lourde sur le systême des aconitases. "Bulletin de le Societé Portugaise des Sciences Naturelles", Lisbonne, 13 (8) Nov 1939, p. 37-41. (Em colaboração com Kurt P. Jacobsohn e J. Tapadinhas) (1940)
- Novos aspectos da análise química. "Jornal do Sindicato Nacional dos Farmacêuticos", Lisboa, 2ª Série, ano 1 (1/2) Maio Jun 1940, p. 12-14; ano 1 3/4) Jul Ag 1940, p. 15-19; ano 1(5/6) Set Out 1940, p. 20-23; ano 1(7/8) Nov Dez 1940, p. 20-25; "Revista de Chimica Pura e Applicada", Porto, 3 Série, 32(1/4) Jan Dez 1942, p. 63-78 (Recomendadas pela Comissão Internacional da U.I.Q.) (1940)
- Dielcometria dos azeites portugueses. Primeiros ensaios com vinhos. "Jornal do Sindicato Nacional dos Farmacêuticos", Lisboa, 2ª Série ano 1 (13-14) Dez 1941, p. 25-35; "Memórias da Academia das Ciências de Lisboa - Classe das Ciências", Lisboa, 3, 1941, p. 9-19. (1941)
- A filiscopia do açúcar e a fórmula do Lunden. "Memórias da Academia das Ciências de Lisboa - classe das Ciências", Lisboa, 3, 1941, p. 407-412; "Boletim da Academia das Ciências de Lisboa, Lisboa, Nova Série, 13 Abr Jul 1941, p.191 (resumo); "Jornal dos Farmacêuticos", Lisboa, 3a. Série, (1/2) Jan Fev 1942, p. 9-14 (1941)
- A herzoquímica e a experimentação actual. "Boletim da Academia das Ciências e Lisboa", Lisboa, Nova Série, 13 Out 1941, p. 208-212 (1941)
- As novas reacções de Scachkeldjan, Kolthogg e Feigl. "Boletim da Academia das Ciências de Lisboa", Lisboa, Nova Série, 13 Out. 1941, p. 210-212 (1941)
- Novos aspectos da análise química. Aniões mais comuns. "Jornal do Sindicato Nacional dos Farmacêuticos", Lisboa, 2a. Série ano 2 (9/10) Jan Fev 1941, p. 11-15 (1941)
- Novos aspectos da análise química. Reacções dos iões pouco frequentes. "Jornal do Sindicato Nacional dos Farmacêuticos", Lisboa, 2a. Série, ano 1 (11/12) Mar Abr 1941, p. 20-25, (Recomendadas pela Comissão Internacional da U.I.Q.) (1941)
- Electrotitulimetria. "Jornal dos Farmacêuticos", Lisboa, 3a. Série, (3/4) Mar Abr 1942, p. 73-74 (1942)
- Análise dielcométrica. Lisboa, s.e., 1943; "Jornal dos Farmacêuticos", Lisboa, 3a. Série, 2 (17/18) Maio Jun 1943, p. 89-97 (1943)
- Os métodos químico analíticos portugueses, "Jornal dos Farmacêuticos", Lisboa, 3a. Série, 4 (47/48) Nov Dez 1945, p. 185-186 (1945)
- Decálise. "Revista da Faculdade de Ciências", Lisboa, 2a. Série, 3, 1, 1951, p. 119-138 (1951)
- Investigação dielcométrica "Revista de Chimica Pura e Applicada", Porto, 4a Série, 34 (2) Abr-Jun 1951, p. 30-40; "Anais Azevedo", Lisboa, ano 3 (2) 1951, p. 90-100 (1951)
- Duas Técnicas electrópticas de análise. "Revista da Faculdade de Ciências", Lisboa, 2ª Série, B, 2, 1952-53, p. 33-54 (1952)
- Recherches dielectrométriques. "Chimie Analytique", Paris, 35, 1953 (1953)
- Micrometria atómica. "Anais Azevedos", Lisboa, ano 6 (5) 1954, p. 267-279. Novos aspectos da anãlise dielectrométrica. "Las Ciências", Madrid, 1954 (1954)
- Alguns problemas de química nuclear. "Ciência. Rev. dos alunos Fac. Ciênc. Un. Lisboa, ano 6 (14) Maio 1956, p. 3-20 (1955)
- Ensaio de análise orgânica imediata por via dielectrométrica (Descrição de Trabalhos feitos no Laboratório do I.P.C.P.) "Boletim da Academia das Ciências de Lisboa", Lisboa, Nova Série, 30 Mar Abr 1958, p. 73-75 (1958)
- Ensaios para a determinação da vitamina k2 na sardinha portuguesa. "Revista portuguesa de Química", Lisboa, 1 (1) Março 1958, p. 5-6 (Em colaboração com L. Brito e L. Manso) (1958)